# Neolythria
Neolythria is een geslacht van vlinders van de familie spanners (Geometridae), uit de onderfamilie Ennominae.

## Soorten
- N. abraxaria Alphéraky, 1892
- N. candida Wehrli, 1934
- N. casta Wehrli, 1934
- N. confinaria Leech, 1897
- N. djrouchiaria Oberthür, 1893
- N. flavifracta Wehrli, 1934
- N. latimarginata Wehrli, 1934
- N. maculosa Wehrli, 1934
- N. montana Leech, 1897
- N. nubiferaria Leech, 1897
- N. oberthuri Leech, 1897
- N. perpunctata Beyer, 1958
- N. postmarginata Beyer, 1958
- N. tandjrinaria Oberthür, 1893
- N. tenuiarcuata Wehrli, 1934